# 菊池義郎 (外交官)

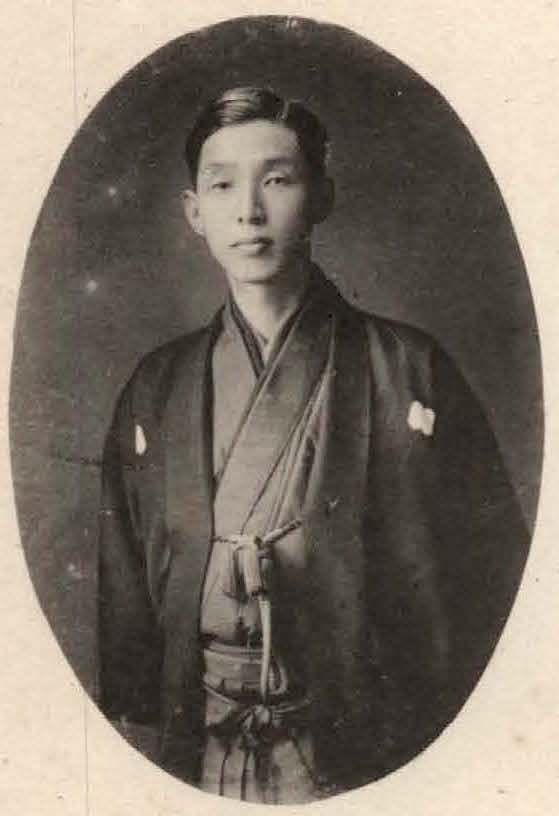
菊池義郎

菊池 義郎（きくち ぎろう、1877年〈明治10年〉2月10日 - 1944年〈昭和19年〉9月22日）は、日本の外交官。駐チェコスロバキア公使。菊池侃二の子。

## 経歴
大阪府に衆議院議員・大阪府知事、菊池侃二の長男として生まれる。1903年（明治36年）に東京帝国大学法科大学独法科を卒業し、外交官及領事官試験に合格した。領事官補、大使館三等書記官、領事としてドイツ、オーストリア、ロシアに在勤した。1917年（大正6年）、ウラジオストク総領事となり、浦塩派遣軍政務部長を兼ねた。1923年（大正12年）、大使館参事官となり、翌年からは駐チェコスロバキア公使を務め、1927年（昭和2年）まで在任した。

## 家族
- 父・菊池侃二
- 妻・八千代 - 眼科医・宮下俊吉の娘。東京女学館出身。兄に宮下左右輔（藤原あきの前夫）。妹の舅に若尾民造。
- 長男・武義
- 次男・義次